# Nescicroa graminea
Nescicroa graminea är en insektsart som först beskrevs av Bates 1865.  Nescicroa graminea ingår i släktet Nescicroa och familjen Diapheromeridae. Inga underarter finns listade i Catalogue of Life.